# Klášter řádu svaté Voršily (Kutná Hora)

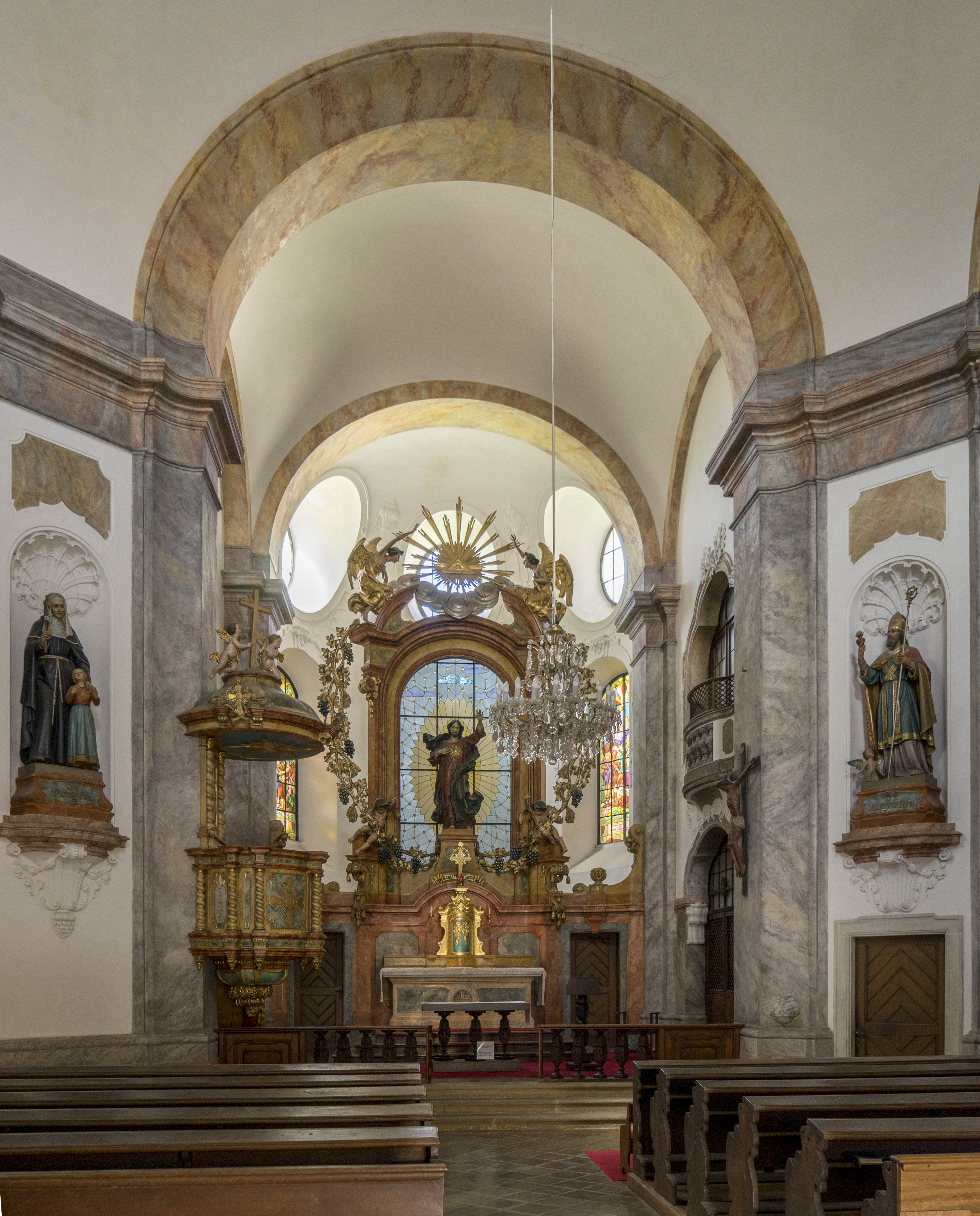
Kostel uvnitř

Klášter řádu svaté Voršily též Klášter voršilek v Kutné Hoře či Kutnohorský dům sester voršilek se nachází v ulici Jiřího z Poděbrad ve městě Kutná Hora. Je chráněn jako kulturní památka České republiky. Byl založen roku 1712 z pražského novoměstského konventu u sv. Voršily z iniciativy sester Trauttmansdorfových, v letech 1735–1743 byla vystavěna tři křídla budovy, k nim byl v letech 1897–1901 přistavěn klášterní kostel Nejsvětějšího srdce Ježíšova. Dívčí škola a penzionát, původně německojazyčné, byly jako první v celé zemi roku 1807 počeštěny. Roku 1949 byla činnost násilně ukončena a roku 1950 sestry odvezeny do internačního tábora v Broumově. Do restitucemi vráceného kláštera se voršilky vrátily v roce 1994. Na dlouhou tradici zdejšího školství navazuje osmileté Církevní gymnázium, které započalo svou činnost v září 1993.

## Historie
Sestry Eleonora a Maxmiliána, hraběnky z Trauttmannsdorf-Weisbergu se po pobytu v novoměstském klášteře voršilek v Praze a po cestování a průzkumu situace z let 1708–1709 rozhodly zvolit pro svůj klášter Kutnou Horu. První řeholnice v čele s matkou představenou Annou Aloisií Klusákovou z Kostelce (1672–1754) přišly do provizorní stavby v Libušině ulici 24. května 1712, od června 1712 začaly vyučovat první žákyně. Stavbu konventu vedl kutnohorský stavitel podle projektu Kiliána Ignáce Dientzenhofera v letech 1735–1743. Z původního záměru na pětikřídlou budovu s nárožním centrálním kostelem byla dokončena jen tři křídla konventu. Sochařskou výzdobu sestávající ze soch andělů a plastického erbu Trauttmannsdorfů nad hlavním vchodem tesal kutnohorský sochař Jan Brázda v letech 1738–1739.
V létě roku 1742 budova posloužila jako lazaret pro téměř tři stovky raněných pruských vojáků, kteří 17. května 1742 porazili rakouské císařské vojsko v bitvě u Chotusic. 16. září 1743 se začalo vyučovat v nové budově a klášter se díky schopnostem i financování sester Trauttmansdorfových a politickému věhlasu jejich otce Jana Bedřicha (nejvyššího zemského komorníka Království českého) brzy zařadil k nejvýznamnějším v habsburské monarchii. Proto jej 21. srpna 1750 navštívila císařovna Marie Terezie.
Konvent se zabýval výchovou a vzděláváním dívek. Jeho součástí byla škola, penzionát, kaple a zahrada. Roku 1807 byla zásluhou katechety a vlasteneckého kněze Josefa Herzana zřízena žákovská knihovna. Německé dívky se zde učily češtině, což při své návštěvě ocenila spisovatelka Gabriela Preissová. V letech 1897–1901 architekt Friedrich Ohmann navrhl novobarokní nárožní centrální stavbu kostela Nejsvětějšího srdce Ježíšova, která byla inspirována dílem K. I. Dientzenhofera. Patří k jeho nejvýznamnějším neobarokním stavbám.
Od školního roku 1948–1949 byla škola násilně zrušena a 28. září 1950 ve 4 hodiny ráno státní bezpečnost řeholní sestry nahnala do autobusu a odvezla k internaci a nuceným pracím do kláštera v Broumově. Vzápětí bylo vystěhováváno nebo rovnou ničeno vnitřní zařízení i archiv. Budovu ve správě ministerstva vnitra od roku 1964 využíval okresní archiv. V letech 1983–1985 byly budovy nákladně opraveny a na někdejším klášterním dvoře zřízen Sad přátelství a parkoviště.
V letech 1985–1990 byla v přízemí konventu zřízena muzejní expozice mobiliárních fondů Středočeské pobočky Národního památkového ústavu.

### Program záchrany architektonického dědictví
V rámci Programu záchrany architektonického dědictví bylo v letech 1995–2014 na opravu památky čerpáno 2 300 000 Kč.
| rok    | 2012 | 2013 | 2014 |
| ------ | ---- | ---- | ---- |
| částka | 600  | 800  | 900  |

## Současnost
Roku 1991 byly budovy v restituci vráceny voršilkám, které se do Kutné Hory vrátily na dvacet let (1994–2013). V podstatné části kláštera je osmileté Církevní gymnázium, zřizované zpočátku sestrami voršilkami a po jejich odchodu Biskupstvím královéhradeckým. Osmileté církevní gymnázium zde v současnosti provozuje Biskupství královéhradecké. V kostele se pořádají dětské mše a také měsíční bohoslužby pro starší studenty zdejšího gymnázia včetně té poslední po maturitách, spojené se slavnostním zakončením osmiletého studia.